# Henry Barne
À ne pas confondre avec : Henry Barnes.
Henry Barne est un homme politique français né le 9 septembre 1831 à Arles (Bouches-du-Rhône) et décédé le 29 septembre 1893 à Arles.

## Biographie
Avocat à Marseille, président du Conseil général des Bouches-du-Rhône, il est sénateur de 1879 à 1893, inscrit au groupe de l'Union républicaine.

## Source
- « Henry Barne », dans Adolphe Robert et Gaston Cougny, Dictionnaire des parlementaires français, Edgar Bourloton, 1889-1891 [détail de l’édition]